# Charles Hartshorne
Charles Hartshorne (* 5. Juni 1897 in Kittanning, Pennsylvania; † 9. Oktober 2000 in Austin, Texas) war ein US-amerikanischer Philosoph.

## Leben
Hartshorne, ein Sohn des episkopalistischen Pfarrers Francis Cope Hartshorne (1868–1950) und Bruder des späteren Geographen Richard Hartshorne, besuchte ab 1915 das Haverford College und arbeitete von 1917 bis 1919 als freiwilliger Sanitäter in einem Militärkrankenhaus in Le Tréport in der Normandie. ab 1919 studierte er Philosophie und Literatur an der Harvard University und erwarb 1923 den Ph.D. Bis 1925 konnte er dank eines Reisestipendiums in Europa studieren, wo er unter anderem Heinrich Rickert, Edmund Husserl und Martin Heidegger kennenlernte. Nach seiner Rückkehr wurde er 1925 Dozent und Research Fellow in Harvard. 1928 wechselte er an die University of Chicago, wo er bis 1955 lehrte, unterbrochen durch Gastaufenthalte an der Stanford University, der New School in New York, der Johann Wolfgang Goethe-Universität Frankfurt am Main und der Sorbonne. Von 1955 bis 1962 lehrte er an der Emory University in Atlanta, von 1963 bis zu seiner Emeritierung an der University of Texas at Austin.

## Philosophie
Großen Einfluss auf Hartshorne hatte die Philosophie von Charles S. Peirce, die er als Mitherausgeber der „Collected Papers“ 20 Jahre nach Peirce Tod erst einer größeren Öffentlichkeit zugänglich machte. Er war ein wichtiger Entwickler und Begründer der Prozesstheologie, dessen Verdienst vor allem darin bestand, die theologischen Aspekte und Implikationen der Philosophie Alfred North Whiteheads auszulegen und fortzuführen. Hartshorne stimmte mit dem Panentheismus überein und wies Deismus, Pandeismus und Pantheismus zurück.
Nach der antiken Metaphysik ist Gott das unveränderliche Absolute. Diese traditionelle Vorstellung von Gott gab Hartshorne in seinem 1941 veröffentlichten Werk Man’s Vision of God preis. Er begriff Gott nicht mehr als unveränderliches Wesen, sondern als schöpferisch erwidernde Liebe. Trotz seiner vollkommenen Natur steht Gott in einer fortschreitenden Wechselwirkung mit der Welt.
Vor allem in seinem Werk „Beyond Humanism“ erweist sich Hartshorne als ein wichtiger Vertreter der panpsychistischen Weltanschauung.
1975 wurde Hartshorne in die American Academy of Arts and Sciences gewählt. 

## Werke
Beyond Humanism: Essays in the New Philosophy of Nature. Willett, Clark & Co, Chicago / New York 1937. (auch publiziert als: Beyond Humanism: Essays in the Philosophy of Nature. University of Nebraska Press, 1968)
- The Divine Relativity: A Social Conception of God. (Terry Lectures). Yale University Press, New Haven 1948. (Reprint: 1983, ISBN 0-300-02880-6)
- The Logic of Perfection and other essays in neoclassical metaphysics. Open Court, La Salle 1962. (Reprint: 1973, ISBN 0-87548-037-3).
- mit William L. Reese (Hrsg.): Philosophers Speak of God. University of Chicago Press, Amherst 1963. (Reprint: Humanity Books, 2000, ISBN 1-57392-815-1)
- Man's Vision of God and the Logic of Theism. Archon, Hamden 1964.
- Anselm's Discovery. Open Court, La Salle 1965.
- A Natural Theology for our Time. Open Court, La Salle 1967. (Reprint: 1992, ISBN 0-87548-239-2)
- The Philosophy and Psychology of Sensation. Kennikat Press, Port Washington, New York 1968.
- Creative Synthesis and Philosophic Method. S.C.M. Press, 1970, ISBN 0-334-00269-9.
- Reality as Social Process. Hafner, New York 1971.
- Whitehead's Philosophy: Selected Essays, 1935–1970. University of Nebraska Press, 1972, ISBN 0-8032-0806-5.
- Aquinas to Whitehead: Seven Centuries of Metaphysics of Religion. Marquette University Publications, 1976, ISBN 0-87462-141-0.
- mit Creighton Peden: Whitehead's View of Reality Pilgrim Press, New York 1981, ISBN 0-8298-0381-5.
- Insights and Oversights of Great Thinkers: An Evaluation of Western Philosophy. State University of New York Press, Albany 1983, ISBN 0-87395-682-6.
- Creativity in American Philosophy. State University of New York Press, Albany 1984, ISBN 0-87395-817-9.
- Omnipotence and Other Theological Mistakes. State University of New York Press, Albany 1984, ISBN 0-87395-771-7.
- Wisdom as Moderation. State University of New York Press, Albany 1987, ISBN 0-88706-473-6.
- The Darkness and The Light: A Philosopher Reflects upon His Fortunate Career and Those Who Made It Possible. State University of New York Press, Albany 1990, ISBN 0-7914-0337-8.
- Born to Sing: An Interpretation and World Survey of Bird Song. Indiana Univ. Press, 1992, ISBN 0-253-20743-6.
- mit Mohammad Valady (Hrsg.): The Zero Fallacy: And Other Essays in Neoclassical Philosophy. Open Court, 1997, ISBN 0-8126-9324-8.

### Englischsprachige Literatur
- Randall E. Auxier, Mark Y. A. Davies (Hrsg.): Hartshorne and Brightman on God, Process, and Persons: The Correspondence 1922–1945. Vanderbilt University Press, Nashville 2001.
- John B. Cobb, Franklin I. Gamwell (Hrsg.): Existence and Actuality: Conversations with Charles Hartshorne. University of Chicago Press, Chicago 1984, ISBN 0-226-11123-7. (online edition)
- William L. Reese, Eugene Freeman (Hrsg.): Process and Divinity: The Hartshorne Festschrift. Open Court,La Salle 1964.
- D. A. Dombrowski: Hartshorne and the metaphysics of animal rights. State Univ of New York Pr, 1988.
- Daniel A. Dombrowski: Divine beauty : the aesthetics of Charles Hartshorne. Vanderbilt University Press, Nashville, TN 2004, ISBN 0-8265-1440-5.
- D. A. Dombrowski: Analytic theism, Hartshorne, and the concept of God. State Univ of New York Pr, 1996.

### Deutschsprachige Literatur
- Julia Enxing: Gott im Werden. Die Prozesstheologie Charles Hartshornes. Regensburg 2013.
- Julia Enxing und Klaus Müller (Hg.): Perfect changes. Die Religionsphilosophie Charles Hartshornes. Regensburg 2012.